# Tõlliste
Tõlliste (em estoniano:  Tõlliste vald) é um município rural estoniano localizado na região de Valgamaa.